# وحدت (فیلم)
وحدت (انگلیسی: Unity) یک فیلم مستند به کارگردانی، نویسندگی و تهیه‌کنندگی شان مونسون است که دنباله‌ای بر فیلم ساکنان زمین اوست. این مستند، تحولات بشریت را در قالب پنج فصل بررسی می‌کند.
فیلم توسط یکصد هنرپیشه، هنرمند، نویسنده، قهرمان ورزشی، بازرگان، سرگرمی‌ساز، فیلم‌ساز، موسیقی‌دان و پرسنل نظامی روایت می‌شود و مکاشفه‌ای بر قدرتِ وحدت‌آفرین خودآگاهی و شعوری است که در انسان، حیوانات و طبیعت یافت می‌شود. این فیلم نخستین بار در ۱۲ اوت ۲۰۱۵ میلادی در سرتاسر جهان منتشر شد.

## راویان
- کیسی افلک
- لینا هیدی
- واکین فینیکس
- اولیویا وایلد
- کوین اسپیسی
- ماریون کوتیار
- آرون پال
- سلنا گومز
- تام هیدلستون
- جنیفر آنیستون
- جسیکا چستین
- الن دی‌جنرس
- آماندا سایفرد
- کریستن بل
- هیلی استاینفلد
- زوئی سالدانیا
- پاملا اندرسون
- میشل رودریگز
- جوئل اجرتون
- جف گلدبلوم
- جفری راش
- کریستن ویگ
- بن ویشاو
- ایمی اسمارت
- سام سایمون
- دیانا ایگران
- مالین اکرمان
- ریک آلن
- برندن بوید
- الن برستین
- رز بیرن
- دیپاک چوپرا
- دیوید کاپرفیلد
- آلیسون ایستوود
- آنتون یلچین
- ماریان ویلیامسون
- پل واتسون
- جنیفر تیلی
- کاترین تیت
- راسل سیمونز
- مارتین شین
- سوزان ساراندون
- مگی کیو
- فریدا پینتو
- جو پری
- جولیا اورموند
- هلن میرن
- مارسیا گی هاردن